# Neopanorpa appendiculata
Neopanorpa appendiculata är en näbbsländeart som först beskrevs av John Obadiah Westwood 1846.  Neopanorpa appendiculata ingår i släktet Neopanorpa och familjen skorpionsländor. Inga underarter finns listade i Catalogue of Life.